# Багрир
Багрир или бегрир (арапски: البغرير), такође познат као грајеф или мчахда, је палачинка која се конзумира у Алжиру, Мароку и Тунису. Мале су, сунђерасте и праве се од гриза или брашна; када се правилно скувају, пуне су ситних рупица (које упијају сос са којим се служе). Најчешћи начин конзуимрања у Алжиру и Мароку јесте умакање у мешавину меда и путера, али се такође могу исећи на кришке и служити са џемом. Багрир је популаран за доручак, као ужина и за ифтар током Рамазана. Деветог дана Рамазана, Мозабити у Алжиру размењују багрир, што је део месне традиције, који називају м'лејин; такође се деле сиромашнима.

## Етимологија
У Магребу је ова врста палачинки позната и под другим називима у Тунису и источном Алжиру и Мароку. Ова лексичка разноликост означава богату и древну регионалну традицију. Што се тиче речи багрир, чини се да је типична за магребско-западне арапске дијалекте (Мароко, Алжир) и није у употреби другде. Лексикограф Мохамед Сбихи у свом делу „Муџам“ сматра да је реч багрир на неки начин измена арапске речи „baghir“ од глагола „baghara“; багир, према класичним арапским речницима, је онај који пије, а да не може да утоли жеђ (обично се мисли на животињу). Могуће је да је реч употребљена као алузија на то да ова врста палачинки лако упија течности.